# Teoria împletiturilor

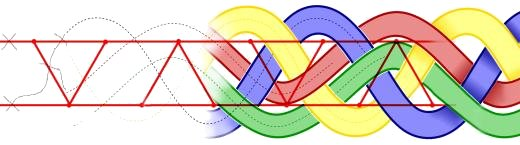
O împletitură poate fi asociată unui graf plan

Teoria împletiturilor este un domeniu din topologie preocupat de impletirea unor fire. Este o teorie geometrică creată de matematicianul Emil Artin.